# Vingscapula

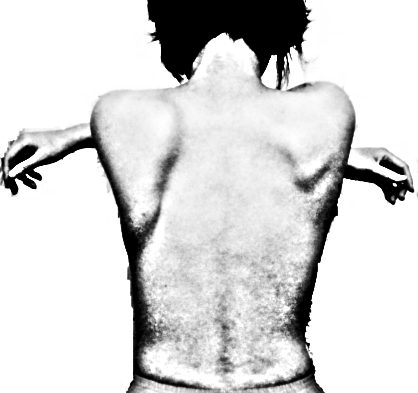
Ett exempel på vingscapula

Vingscapula uppstår när nedre spetsen på skulderbladet (angulus inferior scapulae) buktar ut på människokroppen likt en vinge. Tillståndet orsakas bland annat av att musculus serratus anterior fått nedsatt funktion efter exempelvis överbelastning och då inte längre kan hålla inne skulderbladet mot bröstkorgen. Fler muskler är involverade i fixerandet av skulderbladet. Eftersom orsaken kan vara neurologisk bör tillståndet alltid undersökas av fysioterapeut eller läkare. Beroende på orsak kan tillståndet arbetas bort genom träning.  